# Zanferebugu
Zanferebugu é uma comuna rural do sul do Mali da circunscrição de Sicasso e região de Sicasso. Segundo censo de 1998, havia 3 948 residentes, enquanto segundo o de 2009, havia 7 275. A comuna inclui 3 vilas.